# Sabah III Al-Salim Al-Sabah
Sabah III Al-Salim Al-Sabah (1913 – 31 december 1977) was emir van Koeweit van 1965 tot 1977, en de tweede zoon van Salim Al-Mubarak Al-Sabah. Sabah III Al-Salim Al-Sabah werd geboren in Koeweit. Hij was de twaalfde heerser van de al-Sabah-dynastie van Koeweit en de tweede drager van de titel "emir". Tussen 1963 en 1965 was hij minister-president.
Jaber Al-Ahmad (1e) · Sabah Al-Salim · Jaber Al-Ahmad (2e) · Saad Al-Abdullah · Sabah Al-Ahmad · Nasser Muhammad · Jaber Al-Mubarak · Sabah Al-Khalid